# 토미나가 미나
토미나가 미나(본명: 마스모토 요시코, 1966년 4월 3일~)는 일본의 여성 성우이다. 히로시마현 출신이며, 도쿄배우생활협동조합 소속이다.

## 출연 작품

### 극장판 애니메이션
- 2020년 극장판 짱구는 못말려: 격돌! 낙서왕국과 얼추 네 명의 용사들 - 브리프 역